# Reinhold Leinfelder
Prof. Reinhold Leinfelder (n. 21 martie 1957, Augsburg) este director general al „Muzeului de Științe de Naturale” din Berlin, din mai 2007 este președintele Consorțiumului „Deutsche Naturwissenschaftliche Forschungssammlungen” (Cercetări germane în domeniul Științelor Naturale).
Reinhold Leinfelder a studiat la „Ludwig-Maximilians-Universität München Geologie und Paläontologie” (Universitatea Ludwig-Maximilian de Geologie și Paleontologie din München). El a fost asistent între anii 1981-1989 la Institutul de Geoștiințe  Johannes Gutenberg din Mainz unde și-a luat și doctoratul, lucrarea lui fiind premiată. La sfârșitul anului 1989 este chemat la catedra de geologie și stratigrafie de la Universitatea din Stuttgart, în perioada următoare revine la Institutul de Paleontologie și Geologie din München.
Intre anii 2003-2005 este directorul general a Institutului de Cercetări din domeniul Științelor Naturale din Bavaria.
In domeniul său de cercetare aparține paleoecologia, și sedimentologia fosilelor din apele dulci (ca  travertinul) sau din apele marine din perioada jurasică cu privire la formarea recifelor de corali.